# Ilyés Márta
Ilyés Márta (Budapest, 1954. április 30. – Tápiószentmárton, 2008. december 2.) magyar festőművész.

## Gyermekkora
Egy Erdélyből származó család legkisebb gyermekeként született. Négyen voltak testvérek. Gyermekkorukban Budán, a Vár oldalában, később az Üllői úton laktak. Megismerhette az első kerület történelmi hangulatát és a nyócker csibész-romantikáját is. Az általános iskola után gyors- és gépírást tanult.

### Ismerkedés a művészetekkel
Rómában élő nagynénjének köszönhetően megismerkedett a reneszánsz és az új olasz művészet világával. Ennek hatására a fiatal Ilyés Márta megtalálta élete célját, szenvedélyévé vált a művészet, amelyhez először fényképezőgép optikáján keresztül közelített.
A hetvenes évek elején nővére elhívta az Orfeo alkotóközösség színielőadására. Itt ismerkedett meg későbbi férjével, Kovács Istvánnal, és alkotó tagja lett annak a film és fotó szekciónak, ahol Tarr Béla filmrendező is kezdte pályafutását.
1972-ben Bálványos Huba főiskolai előkészítőjében kezdett tanulmányokat rajzolni.

### Betegsége
1973-ban Ilyés Márta Mátyás nevű fiúgyermeknek adott életet. A szülést követő évben jelentkeztek betegsége első tünetei. 1975-ben már egyértelmű volt: lábai fokozatos lebénulását sclerosis multiplex okozza. A fiatal anyukát betegsége sem térítette el élete céljától.
1983-tól betegsége kerekesszékbe kényszerítette. 1990-ig sokat utazott férjével szerte Európában. Az utazások célja a külföldi gyógykezelések igénybevétele, és a nyugat-európai kortárs képzőművészet megismerése volt.

## Alkotói útja

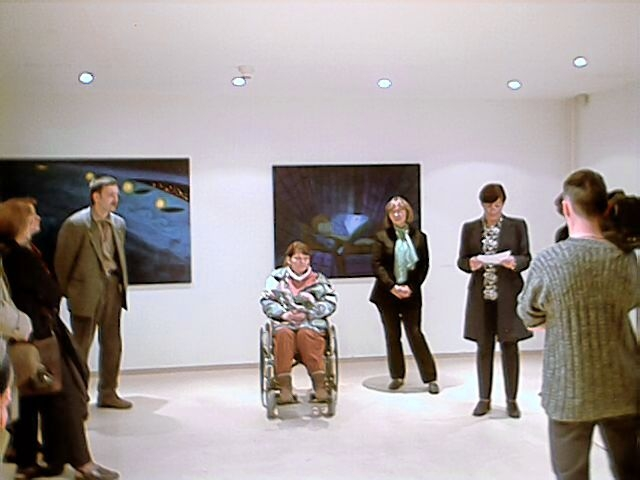
Ilyés Márta a Műcsarnoki kiállítása megnyitóján

A gyermeknevelés mellett különböző képalkotó eljárásokkal kísérletezett, mint fotómontázs, kollázs és áttört képek. Ezt követően pasztellkrétával, majd 1975-től olajfestékkel kezdett dolgozni. Nagy B. István és Karátson Gábor instrukciói alapján fejlesztette technikai tudását.
Első alkotói korszaka Budapesthez kötődik, az 1975 és 1982 közötti időszakban. Itt nyílt meg 1977-ben első sikeres egyéni kiállítása a Várban, a Műszaki Egyetem Kollégiumában.
1993-tól kezdett el újra kiállítani Budapesten, a férje és barátai által létrehozott ArtPont Stúdió kisgalériában, a XI. Bertalan Lajos utcában.
1996-ban Kováts Albert meghívja a Magyar Festők Társaságába, és 1998-ban tagja lett a Magyar Alkotóművészek Egyesületének is.
1997-től egyre több időt töltött Tápiószentmártonban, ahol a természet közelsége és a lovak látványa kedvezően hatott alkotó tevékenységére.
1999 elején férjével, Kovács István Haykovats mobilszobrásszal megalapították az M'artisti Művek elnevezésű alkotóközösséget, amelynek céljául a műfajhatárok átlépését tűzték ki. Első közös kiállításuk 1999 tavaszán nyílt a Tóalmási Galériában. A megnyitásához Göncz Árpád köztársasági elnök táviratban gratulált „a minden szempontból rendhagyó művész pár” munkáihoz.
2001 áprilisában Fabényi Júlia főigazgató meghívta Ilyés Mártát egyéni kiállítónak a Műcsarnokba. A kiállítás 2001. október 26-án nyílt.
2004-ben Ausztriában, a Schörfling am Attersee-ben található Zwach Dorschvilla Galériában nagy szeretettel fogadták a festőnőt és műveit. Ez volt az utolsó külföldi utazása.
2006-ban – az év végére – Ilyés Márta betegsége annyira elhatalmasodott, hogy le kellett tennie az ecsetet. 2008. december másodikán elhunyt.
Halála után Kaleidszkóp c. festménye (1996) a KOGART gyűjteményébe került.

## Jelentősebb egyéni kiállításai
- 1977 Műszaki Egyetem Kollégiumai, Budapest
- 1978 Magyar Hajó- és Darugyár Klubkönyvtára, Budapest
- 1993 Art pont Stúdió, Budapest
- 1994 Játékszín, Terézkörúti Színház, Budapest
- 1995 Budapest Könyvesház, Budapest
- 1996 Támaszpont Galéria, Budapest
Magyar Köztársaság Kulturális és Tudományos Központja, Helsinki
- 1999 Tóalmási Galéria, Tóalmás
- 2001 A béka színei, Műcsarnok, Budapest
- 2003 Ökollégium Art-Galéria, Budapest
- 2004 Galerie Zwach, Dorschvilla, Ausztria
- 2008 Bálint Galéria és Kávéház, Budapest

## Csoportos kiállítások
- 1972 Jókai Klub, József Attila Művelődési Ház, Budapest
- 1973 Művelődési Ház, Nagybátony
- 1974 Művelődési Ház, Oroszlány
- 1977 Postás Művelődési Központ, Fővárosi Művelődési Ház, Vizuális hónap
- 1979 Fáklya Klub, Budapest
  - Grand Hotel Beverly Hills, Róma
- 1996 I. Szekszárdi Festészeti Triennálé
- 1997 Síkplasztikák, Újpesti Galéria, Budapest
  - Budapest 125, Budapest Galéria
- 1999 II. Szekszárdi Festészeti Triennálé, Betű a képen
- 2000 Móra Ferenc Múzeum Képtára, Szeged
  - Máskor, máshol, Szeged
  - Vigadó Galéria, Budapest, Körképek
  - Corpus Regni, Szentendrei Művészetmalom
- 2001 Kép-Párok, BÁV Kiállítóterem, Budapest
- 2002 Pest Megyei Tárlat, MűvészetMalom, Szentendre
- 2006 Kép és Hang, Városi Galéria, Mezőtúr
- 2007 Az álom arcai, Csepel Galéria, Művészetek Háza, Budapest

## Festményeiből

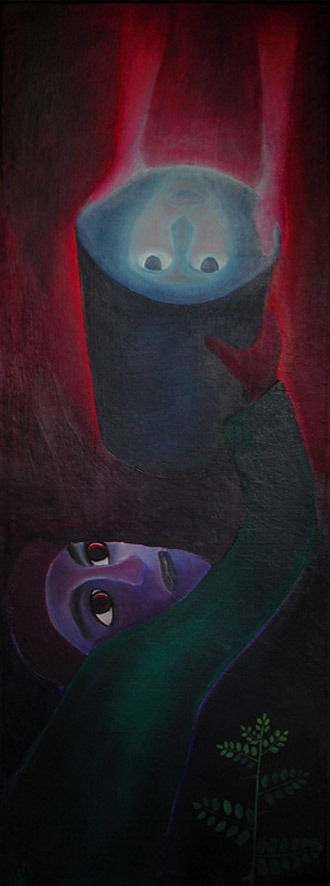
Mélység 1976
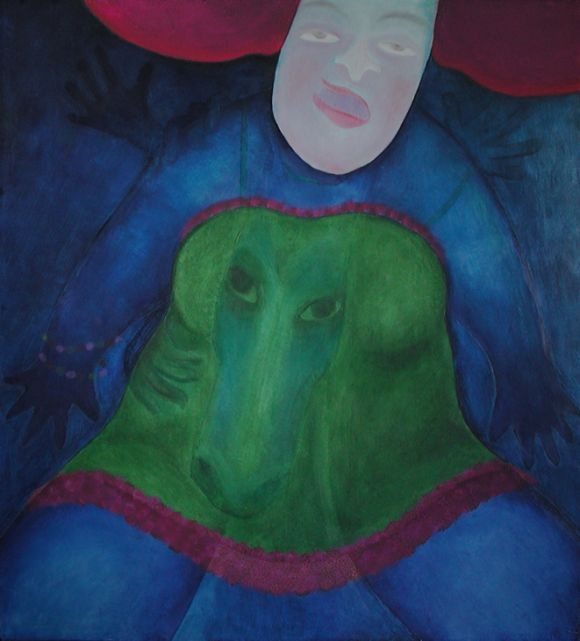
Hajsza 1977
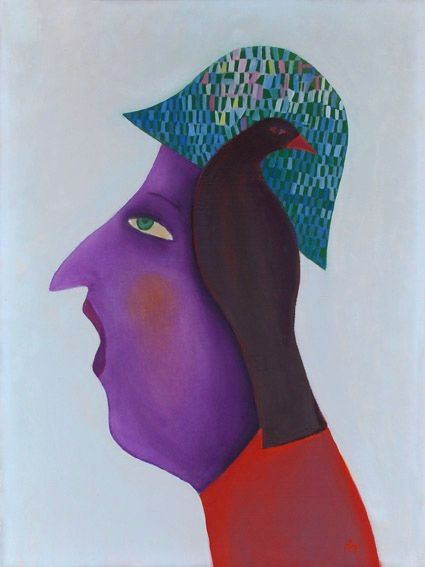
Kalampos 1977
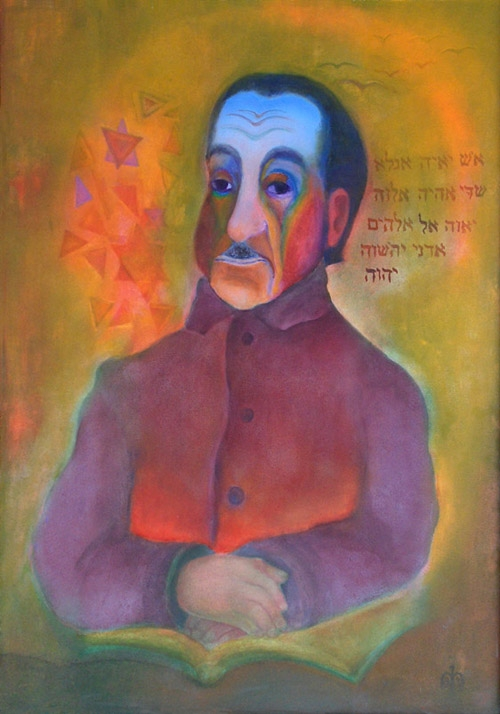
Feri bácsi 1993
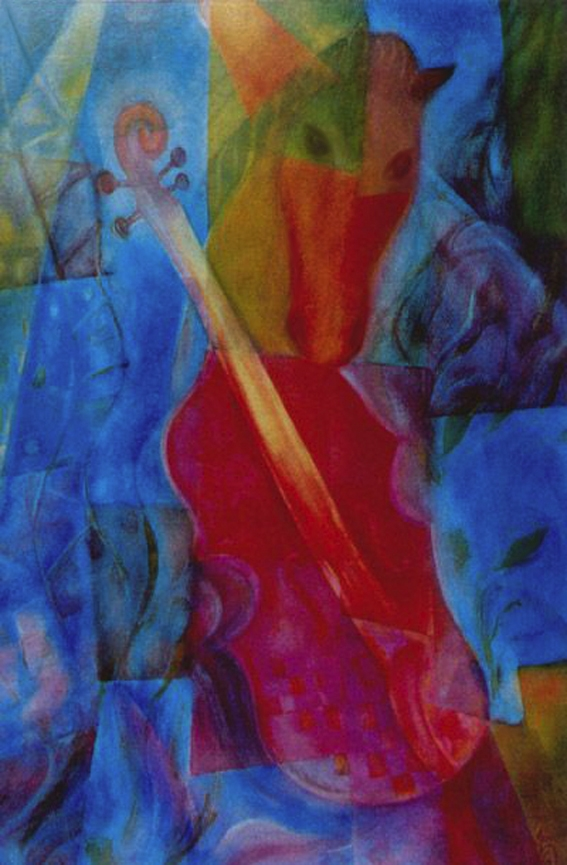
Ló a manézsban 1996
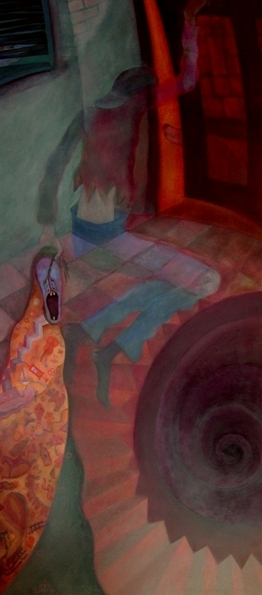
A tékozló fiú hazatérése 2000
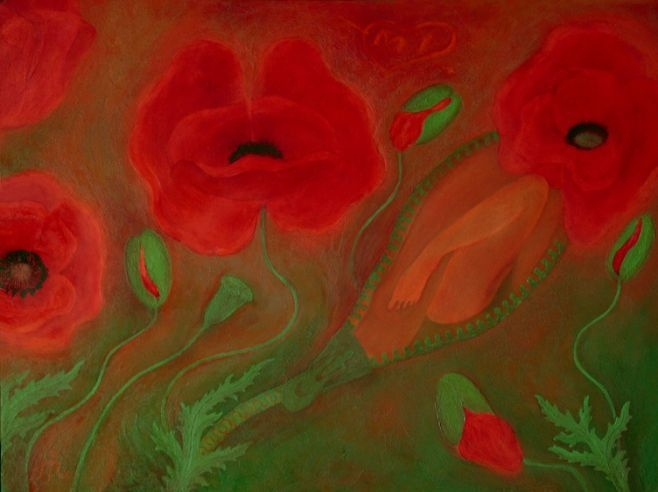
A természet hálózsákja 2001
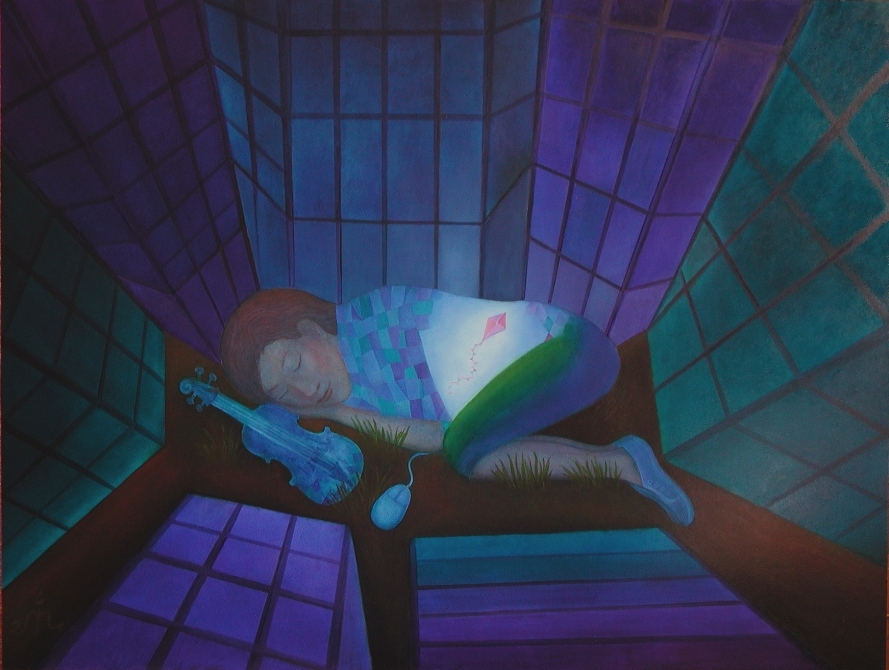
Álmodó 2001
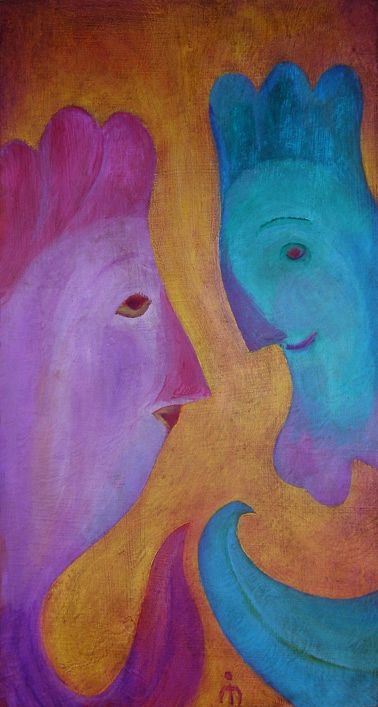
Udvari praktikák 1976-2006